# Paleobiology Database
Paleobiology Database (PBDB) internetski je resurs za informacije o distribuciji i klasifikaciji fosilnih ostataka životinja, biljaka i mikroorganizama.

## Povijest
Paleobiology Database nastao je kao dio NCEAS financirane Phanerozoic Marine Paleofaunal Database inicijative koja je djelovala od kolovoza 1998. do kolovoza 2000. godine. Od 2000. do 2015. Paleobiology Database dobivao je sredstva od National Science Foundation i Australian Research Councila. Od 2000. do 2010. godine bio je smješten u National Center for Ecological Analysis and Synthesisu, interdiscipliranome istraživačkome centru u sastavu University of California, Santa Barbara. Paleobiology Database trenutačno je smješten u University of Wisconsin–Madisonu i nadgledava ga međunarodni odbor značajnih doprinositelja podataka.

## Vanjske poveznice
- Službena web-stranica